# William Fisher (espion)
Pour les articles homonymes, voir William Fisher.
William Guenrikhowitsch Fisher (en russe : Вильгельм Генрихович Фишер), né le 11 juillet 1903 à Newcastle upon Tyne au Royaume-Uni, mort le 15 novembre 1971 à Moscou, a été l'un des « illégaux » soviétiques les plus remarquables du XXe siècle, le chef d’un réseau clandestin d'espions soviétiques aux États-Unis sous les noms de code « Frank » et « Marc », ainsi que sous les identités usurpées d’Andrew Kayotis, de Martin Collins et d’Emil Robert Goldfus (également Goldfuss, Goldfuß). Lors de son arrestation par le FBI et du procès aux États-Unis en 1957, Fisher usurpait l’identité d’un autre collègue du KGB, le lieutenant-colonel Roudolf Ivanowitsch Abel (en russe : Рудольф Иванович Абель), mort en 1955, la gardant pour le restant de sa vie.

## Biographie

### Jeunesse et famille
William Fisher naît le 11 juillet 1903 au no 140 de Clara street, à Benwell, à Newcastle upon Tyne, au Royaume-Uni.
Son père, Heinrich Fisher (Генрих Матвеевич Фишер), est un Russe allemand né en 1871 (il meurt à Moscou en 1935). Agitateur et compagnon de route de Lénine, Heinrich Fisher, le futur père de William, est arrêté par la police politique de l’Empire russe, l'Okhrana, en 1889 et condamné à trois ans d'exil. En 1901, il émigre de Russie au Royaume-Uni où, pendant vingt ans, il organise le mouvement syndical des ouvriers à Newcastle upon Tyne en tant que secrétaire d’une cellule du Parti social-démocrate. Il fait également de la contrebande d'armes vers la Russie. En 1922, il publie en allemand le livre « En Russie et en Angleterre » (« In Russland und in England », à propos de sa vie et de son travail à Newcastle).
La mère de William, Lubov Vassilievna (en russe Любовь Васильевна), est sage-femme. William a un frère aîné : Heinrich Fisher junior.
En 1919, âgé alors de 16 ans, William Fisher réussit l'examen d'entrée à l'université de Londres, mais il ne poursuit pas longtemps ses études. Il devient sujet de sa Majesté George V. Pour son passeport britannique, il change ses nom et prénom allemands Wilhelm Fischer contre leurs équivalents anglais – William Fisher[réf. nécessaire].
En 1920, toute la famille Fisher retourne en Russie bolchevique et, peu de temps après, son frère aîné se noie. La mort de Lénine, en 1924, fait perdre les appuis politiques du père de Fisher, qui passe de la capitale soviétique à la province de Vologda.

### 1920 – 1927: premières années en Russie bolchevique
À Moscou, à l’âge de 17 ans, le jeune Fisher travaille d'abord comme traducteur au Komintern qui sert de vivier pour le personnel des services secrets soviétiques et pour le réseau d’espionnage à l’étranger au service du parti communiste. À cette période, la théorie dominante est celle de la révolution permanente de Léon Trotski et de la propagation inexorable du brasier du communisme dans le monde entier jusqu’à la victoire finale universelle. Pour la première fois, Fisher est formé aux méthodes d’espionnage par les tchékistes.
En 1924, en URSS, William réussit l'examen d'entrée à l’université orientaliste, où il passe une année à la faculté des études hindoues. Malgré de bons résultats, il ne veut pas continuer les études supérieures. Après avoir abandonné pour la seconde fois les études civiles, William Fisher sert dans l'Armée rouge en 1925-1926, officiellement comme opérateur radio au Premier régiment des télécommunications de la Circonscription militaire de Moscou. C’est le temps où l’Armée rouge commence la formation secrète de cadres militaires allemands sur le territoire de l’URSS en violation du traité de Versailles.
Après son service militaire, William ne reprend pas ses études à l’université. Il travaille quelque temps à l’Institut de recherches de l’aviation militaire de l’Armée rouge.

### 1927: entrée aux services secrets bolcheviques
En 1927, William Fisher entre au Département étranger - INO (espionnage extérieur) du Guépéou, service de sécurité soviétique qui remplace la Tcheka. Son premier poste d’élément opérationnel auxiliaire est lié principalement aux télécommunications codées pour le service des « illégaux ».
Le jeune tchékiste William Fisher se marie à Moscou avec Eléna Stépanovna Lébédéva (en russe : Елена Степановна Лебедева), violoncelliste dans l'orchestre d'un théâtre pour enfants. Leur fille Evelyn naît en 1929.

### 1931 – 1934: première mission d’espionnage à l’étranger
En 1931, William Fisher se rend en Norvège pour sa première mission secrète longue à l’étranger, avec sa femme et sa fille. Il y travaille pour le compte des réseaux des « illégaux » sous le nom de code « Frank ».
Sujet britannique depuis 1919, William Fisher renouvelle au Royaume-Uni son passeport britannique le plus simplement du monde. Ce document authentique à l’effigie du « British lion » permet à l’espion soviétique de voyager sans encombre sous son propre nom anglais dans différents pays européens (entre autres au Royaume-Uni, en France, en Allemagne et en Turquie). William Fisher participe à la mise en place du réseau des stations clandestines de radio. Pour des besoins opérationnels, il se fait passer de temps en temps pour un artiste car il sait très bien dessiner et faire des photos.

### 1935 – 1938: opérateur radio des Cinq de Cambridge
En 1934, William Fisher revient en Union soviétique. Très rapidement, en 1935, il est envoyé de nouveau à l'étranger en mission secrète. Comme opérateur radio-chiffreur, il rejoint un réseau clandestin au Royaume-Uni et transmet de Londres à Moscou des informations qui lui viennent du groupe connu comme « Les Cinq de Cambridge », formé autour de Kim Philby.

### 1938: mission en Roumanie
En 1938, à la veille de la Seconde Guerre mondiale, William Fisher est envoyé en mission secrète à Cernăuți en Roumanie, près de la frontière entre la Bucovine, roumaine, et la Galicie, polonaise (qui est annexée par l’URSS en 1939), pour participer au recrutement des agents secrets parmi les Allemands, Polonais et les minorités ethniques ukrainiennes. En septembre 1939, dans le cadre du troisième point du codicille secret accompagnant le pacte de non-agression germano-soviétique les Soviétiques annexent la Bessarabie et sa capitale Cernăuți, qui devient Tchernovtsy mais en 1938 la ville est bien roumaine et de population entièrement roumaine

### 1938: promotion et disgrâce
Peu après, William Fisher rentre à Moscou pour une promotion. Il reçoit en 1938 les épaulettes de lieutenant de la sécurité d’État au NKVD (grade spécial correspondant à celui du commandant dans l’Armée rouge).
L’année 1938 en URSS est une des périodes de « purges » staliniennes massives parmi les tchékistes, qui, par milliers, sont accusés sans preuves et exécutés par leur propre service. William Fisher a beaucoup de chance, malgré de vraies origines allemandes et une réelle naissance dans l'Empire britannique (nombreux sont ceux pour qui ont été inventés de pareils détails « compromettants » avant qu'on les fusille).
William Fisher est « seulement » limogé du Département étranger du NKVD. Tombé en disgrâce relative, l’ancien lieutenant de la sécurité d’État travaille à la Chambre de commerce de l’URSS, puis dans des usines aéronautiques, d’abord comme technicien, ensuite comme ingénieur.

### 1941 – 1945: Grande Guerre patriotique
C’est la guerre contre l’Allemagne hitlérienne qui lui vaut son retour dans les services secrets soviétiques. En septembre 1941, il est rappelé au NKVD à la 4e Direction des missions spéciales, dirigée par Pavel Soudoplatov, pour y prendre le poste de chef d’une unité de transmissions dans la brigade spéciale détachée. La Direction de Soudoplatov est chargée des liquidations physiques des « ennemis du peuple » à l’étranger et des opérations de sape dans les territoires occupés par les nazis.
Dans la brigade détachée, Fisher dirige l’unité des « jeux radio » avec les Allemands à partir de 1942. Ces opérations spéciales consistent à propager de la désinformation et à mettre en place des pièges pour les groupes infiltrés d’Abwehr, l'espionnage militaire nazi, en faisant travailler, depuis Moscou et sous le contrôle du NKVD, les opérateurs radio emprisonnés.
Pendant la guerre, William Fisher partage un appartement à Moscou avec deux autres collègues, dont un certain Rudolf Abel, un « volksdeutsche » né en 1900 à Riga en Lettonie, qui faisait partie de la Russie impériale. C’est justement l’identité de ce collègue que William Fisher usurpe par la suite lors de son procès aux États-Unis en 1957. Leur troisième collègue tchékiste est Kyril Khenkine, futur dissident et auteur d’un livre sur la vie de l’espion William Fisher alias « Rudolf Abel » (Cyrille Henkine, L'Espionnage soviétique : le cas Rudolf Abel, Fayard, 1981).

### 1946 – 1948: de nouveau dans le service des «illégaux»
En 1946, Fisher est transféré du personnel du MGB dans le Comité d'information près du Conseil des ministres d’URSS (plus tard près du ministère des Affaires étrangères). C’est ainsi que s’appelle alors le service des renseignements soviétiques après la Seconde Guerre mondiale. Sous le commandement opérationnel du colonel Alexandre Korotkov du Service des agents illégaux russe et soviétique, Fisher suit un programme spécial de formation pour sa future tâche clandestine aux États-Unis devenus à cette époque l’ennemi no 1 de l’URSS stalinienne.

### 1948 – 1957: espion dans la clandestinité aux États-Unis
Le 12 octobre 1948, sous noms de code « Mark », William Fisher quitte l’URSS pour les États-Unis. Il entre le 16 novembre 1948 au Canada sous l’identité usurpée d’Andrew Kayotis, un authentique Américain mort en Russie.
Le salaire de l’espion « illégal » est de 500 $ par mois (équivalent à 5 320,6 US$ en  2025) et il reçoit encore 5 000 $ (53 206,4 US$ en  2025) pour établir la « couverture » de ses activités clandestines d’espionnage.
La tâche générale de Fisher est la réorganisation du réseau « illégal » d'espions aux États-Unis et l'établissement d’un système autonome de radiocommunications avec Moscou.

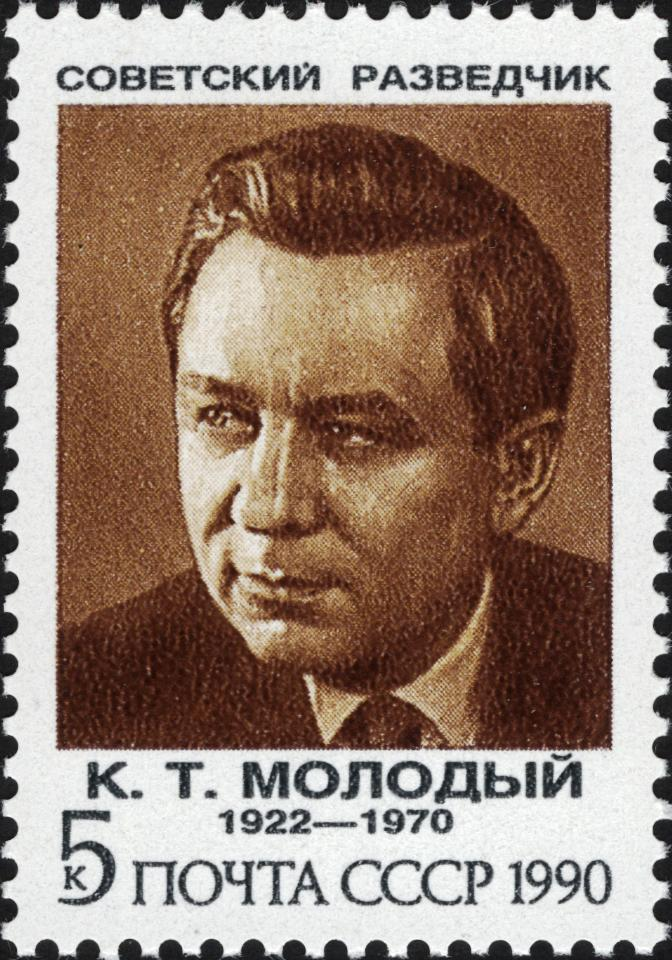
Konon Molody sur un timbre commémoratif de l'URSS en 1990.

En 1946, Fisher a sous son commandement Konon Molody. Le jeune éclaireur Molody joue un rôle subalterne et remplit les tâches techniques dans la chasse secrète des nazis - criminels de guerre, avant de repartir au Royaume-Uni pour y créer son propre réseau d'« illégaux ».
À ce moment-là, les Américains savent que les Soviétiques possèdent les armes nucléaires. La guerre froide et la course aux armements entre les pays de l’OTAN et ceux du Pacte de Varsovie sont déjà lancées.
En 1948-1949, Fisher dirige les opérations d’approche et de recrutement des scientifiques américains de niveau supérieur travaillant dans le nucléaire. Il le fait sous le prétexte de coopération « avec la communauté scientifique anti-fasciste internationale », sans faire apparaître son appartenance directe au KGB.
L'une des plus importantes sources d'information de l’espionnage soviétique venant des laboratoires atomiques de Los Alamos est Théodore Alvin Hall (noms de code « PERSEUS », « MLAD »). Cet étudiant américain a commencé à fournir des informations confidentielles lorsqu’il avait juste 19 ans parce qu'il « était inquiet des dangers du monopole américain des armes atomiques ». Fisher rencontre personnellement Théodore Hall à New York en 1949 pour lui enlever ses derniers doutes et sentiments de culpabilité envers son pays.
Dans ses activités d’espionnage clandestin, le colonel Fisher est secondé, entre autres, par un couple d’espions américains bien connus - Lona et Morris Cohen (noms de code « LESLY » et « VOLONTAIRE ») - qui sont devenus ses amis intimes. Les époux Cohen sont des stalinistes convaincus et recrutent beaucoup d'informateurs. Ils remplissent les fonctions de facteurs clandestins entre les scientifiques atomiques, y compris Théodore Hall, et leurs officiers traitants, dont Fisher.
En 1950, William Fisher, prétendu photographe et peintre, aménage un studio d’artiste dans un appartement de Brooklyn sous l’identité usurpée d'un autre Américain mort : Emil R. Goldfus.
Quand les époux Rosenberg sont démasqués et arrêtés par le FBI en 1950, les Cohen se sauvent à Paris. Ils sont arrêtés plus tard au Royaume-Uni. Ils écopent de 20 ans d’emprisonnement, mais sont échangés par la suite.
Après plusieurs arrestations d’agents secrets soviétiques aux États-Unis, Fisher est rappelé à Moscou en 1955 pour y subir pendant plusieurs mois les interrogatoires du service de contre-espionnage extérieur du KGB. Il est lavé de tout soupçon et repart pour la suite de sa mission clandestine aux États-Unis. À cette occasion, Fisher demande le rappel en URSS de son aide Reino Häyhänen qui le trahit plus tard.

### 1957: trahison et arrestation
L’opérateur radio Hayhanen (nom de code « Vick ») est assigné au réseau de Fisher en 1952 pour remplacer un autre subalterne, Robert, mort dans le naufrage en mer Baltique du navire qui l'amenait aux États-Unis. Alcoolique, paresseux et indiscipliné[réf. nécessaire], Hayhanen finit par s’attirer les foudres du QG du KGB.
Début mai 1957, sur son chemin de retour pour l’URSS où l’attendent la disgrâce et les mesures disciplinaires, Hayhanen se rend à l’ambassade américaine à Paris pour y demander l’asile en Occident.
Le « Centre » (QG) du KGB, pressentant le danger venant de Hayhanen, ordonne en avril 1957 à Fisher de quitter préventivement New York et de se cacher dans un premier temps. Le colonel se sauve en Floride, où il reste « en sommeil » pendant deux mois.
Après la confirmation de la trahison de Hayhanen, des agents du contre-espionnage extérieur soviétique surveillent le studio artistique du prétendu Goldfus à New York, mais ne détectent aucune surveillance du FBI, qui pourtant y est. Fisher est autorisé à retourner à New York.
Néanmoins, Fisher, vieux loup de l’espionnage, ne se sent pas en sécurité. Il ne se rend pas directement à son studio new-yorkais, où il est connu sous le nom d'Emil R. Goldfus. Le 13 juin 1957, il prend une chambre à l’hôtel « Latham » sous le faux nom de Martin Collins. Il y passe une dizaine de jours sans déceler la surveillance discrète du FBI. Le contre-espionnage américain veut attendre la reprise des activités d’espionnage de Fisher pour le prendre en flagrant délit. Finalement, il est décidé de l’arrêter, craignant sa fuite des États-Unis. L’arrestation de Fisher a lieu le 21 juin 1957.
L'histoire de la trahison de Hayhanen et de l’arrestation de Fisher est décrite en détail sur le site internet du FBI parmi les « cas célèbres ».

### 1957 – 1961: enquête, procès et emprisonnement aux États-Unis
Au début des interrogatoires au FBI, William Fisher ne dit rien. Mais il risque la chaise électrique pour espionnage aux États-Unis. Après avoir réfléchi, il change de tactique.
Tout d’abord, sans confirmer son appartenance à l’URSS, il prétend avoir trouvé en Allemagne pendant la guerre un magot en dollars américains. Il dit qu'après avoir acheté au marché noir les papiers d’identité d’Andrew Kayotis et d’Emil R.Goldfus, il s'est enfui au Canada et de là s’est introduit illégalement aux États-Unis. En admettant les délits mineurs d’immigration illégale et d’usurpation d’identités américaines, il nie tout ce qui est en rapport avec l’espionnage.

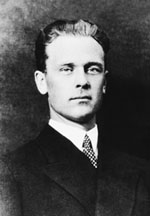
Photo du vrai Rudolf Abel.

Lorsque le FBI le confronte aux matériaux et appareillages d’espion trouvés chez lui, et surtout aux témoignages de Hayhanen, William Fisher change de nouveau de tactique. Cette fois il admet être un ressortissant soviétique d’origine allemande, mais donne l’identité usurpée d’un autre collègue tchékiste - le lieutenant-colonel à la retraite Rudolf Abel, en réalité mort à Moscou en 1955.
Les preuves contre Fisher-Abel ne sont pas directes et irréfutables. Certes Hayhanen le dénonce, mais la personnalité de ce témoin est trouble : alcoolique, indiscipliné, amoral et traître. Certes, le FBI a trouvé du matériel d’espionnage dans le studio du prétendu artiste Goldfus, mais ne l’a jamais pris en flagrant délit d’espionnage, ni arrêté ses contacts, ni trouvé ses sources secrètes. Finalement, Fisher-Abel est condamné à 30 ans de prison, échappant à la peine de mort.

### 1962: échange et retour en URSS
Le 10 février 1962, grâce à James B. Donovan, Fisher-Abel est échangé sur le pont de Glienicke, à la frontière entre Potsdam (RDA) et Berlin-Ouest, contre un agent de la CIA, le capitaine Francis Gary Powers, pilote américain capturé de l'avion espion U-2 abattu au-dessus du territoire de l’URSS le 1er mai 1960.
Cet échange fait connaître au monde entier l’identité de Rudolf Abel prise par le colonel du KGB, William Fisher, qui, de son côté, reste dans l’anonymat total pendant des décennies encore.
Après un très court séjour en RDA, William Fisher part en URSS pour y passer le reste de sa vie.

### 1962 – 1968: gloire amère du colonel Abel
À son retour en URSS venant de sa prison américaine, et une fois passée la procédure d’interrogatoires musclés pour être sûr de sa loyauté, l'« éclaireur » William Fisher reprend du service avec le grade de colonel à la GPOU.
Vu le tapage médiatique en Occident autour de l’affaire « Abel », le pouvoir politique soviétique et le KGB décident de faire de lui un des exemples du travail héroïque d’« éclaireurs ». Toujours sous l’identité de Rudolf Abel, William Fisher est autorisé à donner des interviews aux médias des pays du Pacte de Varsovie. Le tout, bien évidemment, scrupuleusement organisé et orchestré par le KGB.
William Fisher ne peut néanmoins pas être décoré des insignes de héros de l’Union soviétique car, malgré tout, il a échoué dans une mission, même à cause de la trahison d’un autre. L'ex-américain Emil R. Golfus n'est décoré, si l'on peut dire, « que » de l'Ordre de Lénine, pour le vol des secrets atomiques des États-Unis.
Bien évidemment, un espion « grillé » ne retourne quasiment jamais dans le service actif. William Fisher, comme beaucoup d'autres, doit se contenter de postes d'enseignant à l'École du Drapeau rouge du KGB, où il côtoie Konon Molody, Kim Philby, George Blake et d’autres espions « grillés » et transfuges connus.
En 1968, le colonel Fisher prend sa retraite. 

### 1971: maladie et décès
Le colonel du KGB à la retraite William Guenrikhowitsch Fisher décède le 15 novembre 1971 à Moscou d’un cancer du poumon. Il est enterré au cimetière du monastère Donskoï de Moscou. Son tombeau se trouve à côté de celui de Konon Molody,.

### Faits curieux et anecdotes
- Sur l'initiative de Fisher en Angleterre, l'un de ses « compagnons de route » depuis plusieurs années prend contact avec le célèbre physicien russe, Piotr Kapitsa, futur prix Nobel de physique 1978. Le compagnon de route croit qu'il est très important pour Fisher de persuader Kapitsa de revenir de Grande-Bretagne en Union soviétique. Mais dès que Kapitsa est rentré en URSS, son passeport lui est confisqué par les autorités soviétiques et on l'empêche de voyager à l'étranger, tout en lui accordant un grand nombre de privilèges et en faisant construire pour lui un institut de recherche. Dans les mémoires d'Andreï Sakharov, Kapitsa confirme l'incident et mentionne également le nom de Fisher.
- On dit que les agents du contre-espionnage du KGB se relayaient pendant les derniers mois près du lit de Fisher mourant du cancer dans l’espoir d’entendre une confession éventuelle de son recrutement comme agent double par le FBI entre 1957 et 1962. Sa fille Evelyn a rapporté que les derniers mots du colonel du KGB, William Fisher, étaient en anglais : « N'oublie pas que nous sommes des Allemands avant tout… ».
- L’ironie du sort a voulu que jusqu’à la fin de sa vie le colonel du KGB William Fisher fut connu uniquement sous le nom volé par lui à son collègue Rudolf Abel, mort en 1955. En 1990, un timbre soviétique commémoratif a été émis où le portrait de Fisher figure encore sous le nom de Rudolf Abel. Même actuellement, il est toujours classé par le SVR sous cette fausse identité[7]. La gloire, même amère, n’a jamais vraiment rattrapé William Fisher et est allée pour toujours à Rudolf Abel. Même sur la tombe de William Fisher au cimetière du monastère Donskoï à Moscou[4] est inscrit également le nom usurpé de Rudolf Abel, faisant croire que les deux sont enterrés ensemble.

## Cinéma
L'affaire Rudolf Abel et l'incident de l'U-2 sont le sujet du film Le Pont des espions (2015) de Steven Spielberg.